# رودلف هيلفردنج

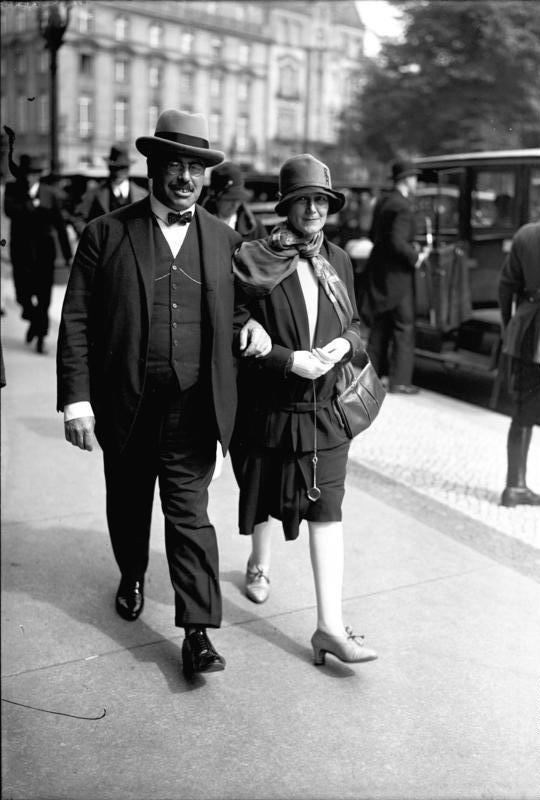

رودلف هيلفردنج (بالألمانية: Rudolf Hilferding) طبيب وخبير اقتصادي نمساوي المولد، سياسي اشتراكي التوجه، والمنظر الرئيس للحزب الديمقراطي الاشتراكي الألماني خلال عهد جمهورية فايمر.
ولد في فيينا، وحصل على شهادة الدكتوراه لدراسته الطب فيها. فيما بعد، أصبح صحفياً بارزاً للحزب الديمقراطي الاشتراكي، وشارك في ثورة نوفمبر الألمانية. تسلم منصب وزير المالية في عام 1923 وأيضاً في عامي 1928-1929. غادر ألمانيا عام 1933 إلى المنفى، وأقام في زيوريخ وبعدها باريس، حيث توفي عام 1941.
كان هيلفردنج منتمياً لمجموعة «الماركسية النمساوية», وكان أول من طرح نظرية «الرأسمالية المنظمة». كان من أبرز المدافعين عن كارل ماركس أمام المدرسة الاقتصادية النمساوية. شارك في «نقاش الأزمات», مشككاً بنظرية ماركس عن عدم استقرار الرأسمالية، وحتمية انهيارها، على أساس أن تركز الرأسمال كان يتجه، بواقع الأمر، نحو الاستقرار.
عمله الأكثر شهرة كان «الرأسمال المالي», أحد أكثر المساهمات تأثيراً وأهمية في الاقتصاديات الماركسية، والملهم والمرجع الرئيس لكتابات لينين عن الإمبريالية.

## حياته

### في فيينا
ولد هيلفردنج في فيينا عام 1877 لعائلة يهودية غنية. أبوه كان تاجراً. التحق بعد تخرجه من الثانوية بجامعة فيينا لدراسة الطب. انضم عام 1893 إلى مجموعة طلابية كانت تناقش الأدبيات الاشتراكية أسبوعياً. في ذلك الوقت، بدأ هيلفردنج بالاطلاع المكثف على النظريات الاشتراكية، وأخذ ينشط مع الحركة العمالية. كانت مجموعته تشارك بالمظاهرات الديمقراطية الاشتراكية التي كانت تتصدى لها الشرطة.
تعرف هيلفردنج، كطالب جامعي، على العديد من المثقفين الاشتراكيين الموهوبين، وأمضى أوقات فراغه بقراءة كتب التاريخ والفلسفة والاقتصاد. كما درس الاقتصاد السياسي مع أصدقائه الاشتراكيين الآخرين: فيكتور أدلر، كارل رينر، وأوتو باور. كان مناصراً متحمساً لفيكتور أدلر، مؤسس حزب العمال الديمقراطي الاشتراكي النمساوي.
تخرج عام 1901 بشهادة دكتواره، وعمل في فيينا كطبيب أطفال، دون أي اهتمام حقيقي، بينما كان يشغل أوقات فراغه بقراءة مؤلفات الاقتصاد السياسي. انضم إلى الحزب الديمقراطي الاشتراكي في النمسا، وغدا، منذ عام 1902, يكتب مواضيعاً اقتصاديةً في صحيفة «الأزمنة الجديدة», بطلب من كارل كاوتسكي، أحد أبرز المنظرين الاشتراكيين في تلك الفترة، والذي أمسى منذ ذلك الحين فصاعداً، صديقاً مقرباً لهيلفردنج. ونتيجة لتعاونه مع كاوتسكي ومساهمته في «الأزمنة الجديدة», أصبح هيلفردنج وسيطاً بين كاوتسكي من جهة، وفيكتور أدلر من جهة أخرى، للتخفيف من حدة الخلافات الإيديولوجية ما بين الأثنين.
دافع هيلفردنج، عام 1902, عن نظرية ماركس الاقتصادية، في مواجهة انتقادات بوم باورك. كما كتب مقالتين كبيرتين حول استخدام الإضراب العام كسلاح سياسي. أضحى هيلفردنج، بفضل منشوراته، واحداً من أشهر المنظرين الديمقراطيين الاشتراكيين في عصره، واحتفظ بعلاقات وطيدة مع قيادة الحزبين الديمقراطيين الاشتراكيين في النمسا وألمانيا. أسس مع ماكس أدلر "Marx-Studien" حتى عام 1923 وساهم بتحريرها، والتي كانت عبارة عن دراسات نظرية وسياسية تعنى بنشر الماركسية النمساوية.
على الصعيد الشخصي، اقترن هيلفردنج بمارغريت هونيجسبرج، اليهودية الأصل أيضاً، والتي تعرف عليها من خلال مشاركتها بالحركة الاشتراكية.

### في برلين
تخل هيلفردنج عن عمله كطبيب عام 1906, وانتقل إلى برلين ليدرس الاقتصاد والتاريخ في مركز الحزب الديمقراطي الاشتراكي الألماني، بدعوة من أوغست بابل. استدبل عام 1907 بروزا لوكسمبورغ، لعدم حمله للجنسية الألمانية، وهدد بالطرد من قبل الشرطة البروسية. بقي هيلفردنج، حتى عام 1915, محرراً لصحيفة إلى الأمام، صحيفة الحزب، إلى جانب عمله في صحيفة «الأزمنة الجديدة» و «النضال». لاقى هيلفردنج دعماً قوياً من قبل معلمه، كاوتسكي، والذي خلفه هيلفردنج عام 1920 كمنظر الديمقراطية الاشتراكية الألمانية الأول.
نشر هيلفردنج عام 1910 «الرأسمال المالي», مؤلفه الأكثر شهرة، والذي أصبح مرجعاً نظرياً هاماً حتى اليوم.
عارض هيلفردنج سياسات الحزب الديمقراطي الاشتراكي الألماني في تأييد ألمانيا في الحرب العالمية الأولى. ولكنه شكل بموقفه هذا، هو وصديقه هوغو هاسه، أقلية داخل اجتماعات الحزب. ونتيجة لذلك، قامت قيادة الحزب بطرده من صحيفة «الأمام», هو وجميع المحررين المعاديين للحرب.
استدعي هيلفردنج إلى الجيش النمساوي-المجري كمسعف، وكلف بقيادة مشفى ميداني.
بقي هيلفردنج على اطلاع بأخبار الحزب، لاتصالاته مع كارل كاوتسكي. وظل ناشطاً خلال فترة الحرب، وقيل أنه كتب عدة مقالات في «الأزمنة الجديدة» و «الكفاح», أحداها تتضمن وصفاً عاماً لحالة الحزب ومراجعة لنظريته عن الرأسمال المالي وصياغة أولية لمفهوم «الرأسمالية المنظمة».

### جمهورية فايمر
انضم هيلفردنج إلى الحزب الديمقراطي الاشتراكي المستقل الألماني المعاد للحرب عام 1918. وعاد إلى ألمانيا خلال ثورة نوفمبر 1918, بعد فترة وجيزة من فرار القيصر الألماني وإعلان الجمهورية. أصبح هيلفردنج محرراً ل«الحرية», صحيفة الحزب الديمقراطي الاشتراكي المستقل، وعضواً في لجنة الحزب التنفيذية. غدت «الحرية», سريعاً، واحدة من أكثر الصحف تداولاً في برلين.
عين هيلفردنج من قبل مجلس مفوضي الشعب، الحكومة المؤقتة التي ضمت أعضاءً من الحزب الديمقراطي الاشتراكي والحزب الديمقراطي الاشتراكي المستقل، عضواً في «لجنة التشريك» (Sozialisierungskommission), التي كانت مهمتها تشريك الصناعة في ألمانيا. أمضى هيلفردنج شهراً بالعمل مع اللجنة، وسط حماسة العمال، وإهمال الحكومة. ألقى خطاباً أمام مؤتمر مجالس العمال، طرح فيه مقترحاته حول تشريك الصناعة، التي قبلها المؤتمر. لكن الحكومة أهملت المقترحات، وتم حل اللجنة بالنهاية. شكلت فيما بعد لجنة جديدة، كان هيلفردنج عضواً فيها أيضاً، لكن الحكومة أصرت على عدم إقرار أي إصلاح اقتصادي.
تصاعد التوتر ما بين الحزب الديمقراطي الاشتراكي والحزب الديمقراطي الاشتراكي المستقل عندما استخدم فريدريش أيبرت، قائد الحزب الديمقراطي الاشتراكي، الميليشيات اليمينية لقمع أعمال الشغب في برلين يوم 23 ديسمبر 1918 دون استشارة الحزب الديمقراطي الاشتراكي المستقل. انسحب الحزب الديمقراطي الاشتراكي المستقل من الحكومة، عندما رفض الحزب الديمقراطي الاشتراكي إجراء إصلاحات اقتصادية وعسكرية. أيد هيلفردنج، الذي كان قد اتهم الحزب الديمقراطي الاشتراكي بمحاولة الإطاحة بأعضاء الحزب الديمقراطي الشتراكي المستقل من الحكومة، قرار الانسحاب.
بدأ العديد من القادة البارزين في الحزب الديمقراطي الاشتراكي المستقل، بما فيهم هيلفردنج، بدعم مجالس العمال، بعد تكبدهم خسارة في انتخابات الجمعية الوطنية في فايمر. كتب هيلفردنج، في هذه الأثناء، عدة مقالات عن كيفية تطبيق هذه المجالس. ولاقت اقتراحاته هذه نقداً حاداً من طرف لينين.
حصل هيلفردنج على الجنسية عام 1919, وعين بعدها بسنة عضواً في مجلس الدولة الاقتصادي. عارض بشدة عام 1922 اندماج الحزب الديمقراطي الاشتراكي المستقل مع الحزب الشيوعي الألماني، الذي هاجمه طوال عقد العشرينات، حيث فضل الاندماج مع الحزب الديمقراطي الاشتراكي بدلاً من ذلك. وخلال ذروة التضخم في عهد جمهورية فايمر، شغل منصب وزير المالية من أغسطس إلى أوكتوبر من عام 1923, وساهم في تحقيق استقرار المارك، لكنه لم يتمكن من وقف التضخم.
نشر هيلفردنج في فترة ما بين عامي 1924-1933 مجلة «الشركة» النظرية. انتخب في 4 مايو 1924 عضواً في مجلس النواب الألماني عن الحزب الديمقراطي الاشتراكي، وشغل منصب كبير المتحدثين باسم الحزب الاشتراكي الديمقراطي للشؤون المالية حتى عام 1933. صاغ عام 1925, بالمشاركة مع كارل كاوتسكي، برنامج «هايدلبرغ». وخدم كوزير للمالية مرة أخرى، ما بين عامي 1928 و 1929, عشية الكساد الكبير.

### في المنفى
اضطر هيلفردنج إلى مغادرة ألمانيا بعد صعود أدولف هتلر إلى السلطة عام 1933, كونه يهودياً واشتراكياً.
أقام في البداية في زيوريخ، سويسرا، ثم غادر إلى العاصمة الفرنسية باريس عام 1939.
و على الرغم من ذلك، استطاع الحفاظ على مكانته كاشتراكي، وتسلم عدة مناصب حزبية في المنفى. ترأس تحرير جريدة «الاشتراكية» ما بين عامي 1933 و 1936, كما ساهم في صحيفة «الأمام». بقي ممثلاً لحزبه في الأممية حتى عام 1939.
غادر باريس إلى مرسيليا بعد الهجوم النازي على فرنسا. اعتقلته حكومة فيشي، وسلمته إلى الجستابو في 9 فبراير 1941, التي نقلته إلى سجن في باريس، حيث توفي في نفس العام لأسباب غير معروفة، وقيل من شدة التعذيب.
يعتقد البعض بأن أدولف هتلر شخصياً كان وراء مقتله، بينما يرى آخرون بأن أمر اغتياله كان قد أصدر من قبل أحد قياديي الحزب النازي.
توفيت زوجته، مارغريت، في معسكر اعتقال بتيريزينشتات في عام 1942.

## الرأسمال المالي
كان كتاب هيلفردنج عن الرأسمال المالي «تحليلاً ماركسياً لتحول الرأسمالية الليبرالية التعددية إلى رأسمالية مالية احتكارية», ومرجعاً رئيسياً لكتابات لينين وبوخارين اللاحقة عن هذا الموضوع.
وجد هيلفردنج اختلافاً كبيراً ما بين الرأسمالية المالية الاحتكارية، والرأسمالية التنافسية التي سبقتها في العصر الليبرالي الأول. حيث أن دمج الصناعة والتجارة والمصارف دفع الرأسمالية المالية للسعي وراء «دولة ممركزة», بدلاً من السعي الرأسمالي الليبرالي السابق وراء الحد من الدور الاقتصادي للدولة التجارية.
فحتى عام 1860, كانت مطالب الطبقة البرجوازية مطالب دستورية أثرت على «كافة المواطنين على حد سواء». أما الرأسمالية المالية، فتعمل على تدخل الدولة لصالح الطبقات الغنية فقط: أي الطبقة الرأسمالية، الي باتت الآن، تهيمن على الدولة، بدلاً من طبقة النبلاء.

## روابط خارجية
- رودلف هيلفردنج على موقع الموسوعة البريطانية (الإنجليزية)
- رودلف هيلفردنج على موقع مونزينجر (الألمانية)